# ロバート・プーリン
ロバート・プーリン（英語: Robert Poulin）は、1975年にオタワで銃撃事件を起こしたカナダの高校生。

## 事件の概要
1975年10月27日に、当時18歳のプーリンが通学していたオタワのセントピウス・エックス高校で北アメリカ初の校内銃乱射を起こした。
犯行の前に友人であるキム・ラボット（当時17歳）を強姦し、ナイフで刺して殺害した。その後、校内に立ち入ったポーリンはショットガンを彼のクラスメイト達に向けて発砲して5人を負傷させた後、自分自身に銃口を向け、自ら命を絶った。